# Kemikalija
Kemikalija je skupno ime za kemijske spojine, elemente, zmesi in druge pripravke s konstantno kemijsko zgradbo, izdelke kemične industrije, ki jih ljudje uporabljamo za kemične reakcije.
Danes je v kemiji poznanih preko 13 milijonov različnih kemijskih spojin, od katerih ima komercialno in industrijsko vrednost okoli 100.000. Od teh jih je nekaj tisoč množično proizvajanih, kar pomeni, da jih na svetu proizvedemo ali uvozimo več kot tisoč ton na leto. Velika večina kemikalij se po uporabi izloči v okolje, kjer lahko same ali kot razpadni produkti še naprej delujejo na ljudi in okolje. Škodljivi učinki tistih kemikalij, ki jih uvrščamo med nevarne snovi, so včasih zaradi svoje zapoznelosti ter dolgotrajnega in počasnega delovanja težko opazni, zaradi razpršenosti v okolju pa zelo težko obvladljivi.